# یواس‌اس بری (دی‌دی-۲۴۸)
یواس‌اس بری (دی‌دی-۲۴۸) (به انگلیسی: USS Barry (DD-248)) یک کشتی بود که طول آن ۹۵٫۸۱ متر (۳۱۴٫۳ فوت) بود. این کشتی در سال ۱۹۱۹ ساخته شد.